# مارك أتشيسون
مارك أتشيسون (بالإنجليزية: Mark Acheson)‏ هو منتج أفلام ومغني ومنتج تلفزيوني وكوميدي ارتجالي وكاتب سيناريو ومخرج وممثل كندي، ولد في 19 سبتمبر 1957 في كندا.

## أعمال

### أفلام
- (2005) وحيد في الظلام[7]

### مسلسلات
- ستارغيت إنفينيتي
- وكالة ديرك جينتلي للتحقيقات الشمولية

## وصلات خارجية
- مارك أتشيسون على موقع IMDb (الإنجليزية)
- مارك أتشيسون على موقع ألو سيني (الفرنسية)
- مارك أتشيسون على موقع أول موفي (الإنجليزية)
- مارك أتشيسون على موقع قاعدة بيانات الأفلام السويدية (السويدية)
- مارك أتشيسون على موقع قاعدة بيانات الفيلم (الإنجليزية)
- مارك أتشيسون على موقع كينوبويسك (الروسية)
- مارك أتشيسون على موقع ANN person (الإنجليزية)